# Seneca Village
Seneca Village fue un asentamiento del siglo XIX de propietarios en su mayoría afroamericanos en el distrito de Manhattan en la ciudad de Nueva York, dentro de lo que se convertiría en el actual Central Park. El asentamiento estaba ubicado cerca del vecindario actual de Upper West Side, aproximadamente delimitado por Central Park West y los ejes de las calles 82, 89 y la Séptima Avenida, si se hubieran construido a través del parque.
Fue fundado en 1825 por estadounidenses negros libres, la primera comunidad de este tipo en la ciudad (bajo el dominio holandés había una comunidad "medio libre" de granjas de propiedad africana al norte de Nueva Ámsterdam). En su apogeo, la comunidad tenía aproximadamente 225 residentes, tres iglesias, dos escuelas y tres cementerios. Más tarde, el asentamiento también fue habitado por inmigrantes irlandeses y alemanes. Seneca Village existió hasta 1857, cuando, a través del dominio eminente, se ordenó a los aldeanos y otros colonos de la zona que se fueran y sus casas fueron demolidas para la construcción de Central Park. La totalidad del pueblo se dispersó.
Se han encontrado varios vestigios de Seneca Village, incluidas dos tumbas y un cementerio. El asentamiento se olvidó en gran medida hasta la publicación del libro de Roy Rosenzweig y Elizabeth Blackmar The Park and the People: A History of Central Park en 1992. Después de una exposición de la Sociedad Histórica de Nueva York en 1997, se formó el Proyecto Seneca Village en 1998 para crear conciencia sobre el pueblo, y se han realizado varias excavaciones arqueológicas. En 2001, se inauguró una placa histórica que conmemora el sitio donde una vez estuvo Seneca Village. En 2019, Central Park Conservancy instaló una exhibición temporal de señalización en el parque, marcando los sitios de las iglesias de Village, algunas casas, jardines y características naturales.

## Etimología
El origen del nombre de Seneca Village es oscuro y solo fue registrado por Thomas McClure Peters, rector de la Iglesia Episcopal de San Miguel; sin embargo, se han propuesto varias teorías.
1. Una teoría sugiere que la palabra "Séneca" proviene del filósofo romano Séneca el Joven, cuyas Epístolas morales, en particular la Carta 47, fueron apreciadas por activistas afroamericanos[5] y abolicionistas.[2][3] El erudito Leslie M. Alexander señala esto como una posible influencia de la Escuela Libre Africana.[1]
2. El pueblo también podría haber recibido el nombre de la nación seneca de nativos americanos.[2] Aunque su presencia sería poco probable ya que su territorio estaba distante, Peters mencionó "blancos, negros e indios" entre la población diversa en el sitio, así como "blancos, negros y todos los tonos intermedios" rezando juntos,[6] y hay un informe posterior de "aborígenes e indios mestizos" en su escuela dominical.[7] Después de 1857, Peters estuvo involucrado en una misión de la iglesia al multirracial Ramapo Lenape de una sección cercana de Nueva Jersey por Ringwood Manor de su amigo Abram Hewitt.[8]
3. Según la historiadora de Central Park Conservancy Sara Cedar Miller, "Seneca" podría haber sido influenciado por insultos contra los nativos americanos y contra los negros.[4]
4. Otra teoría postula que Seneca Village podría llevar el nombre de la nación de África occidental de Senegal, que puede haber sido el país de origen de algunos de los residentes de la aldea.[2][3][9]
5. El nombre también podría provenir del uso como palabra clave en el Ferrocarril Subterráneo, cuando los esclavos fugitivos del Sur de Estados Unidos estaban escondidos en áreas cercanas.[2][9] En el "burned-over district" (distrito incendiado) socialmente activo, hubo una notable concentración de abolicionismo alrededor de Rochester y Seneca Falls en el antiguo territorio de Seneca en el oeste del estado de Nueva York.[10]

## Existencia

### Desarrollo
Las características naturales en el paisaje de Seneca Village que aún sobreviven hoy en día son Summit Rock, entonces conocida como Goat Hill, la elevación natural más alta en el moderno Central Park, y Tanner 's Spring cerca de su base sur. La calle principal del asentamiento era "Spring Street" como se indica en un mapa de 1838, o como "Old Lane" en un mapa de 1856, y se conectaba con "Stillwells Lane". Solo la Octava Avenida y la Calle 86 se desarrollaron en 1856, aunque las líneas de propiedad generalmente siguieron el Plan de los Comisionados de 1811. Seneca Village estaba en el distrito 19 de la ciudad y, a veces, se asociaba con Yorkville.
El terrateniente anterior antes del asentamiento afroamericano era un granjero blanco llamado John Whitehead, quien compró su propiedad en 1824. Un año después, Whitehead comenzó a vender lotes más pequeños de su propiedad. En ese momento, el área estaba lejos del centro de la ciudad de Nueva York, que estaba centrada al sur de la calle 23 en lo que ahora es el Bajo Manhattan. El 27 de septiembre de 1825, un hombre afroamericano de 25 años llamado Andrew Williams, empleado como limpiabotas y luego como carretero, compró tres lotes de los Whitehead por 125 dólares. El mismo día, Epiphany Davis, fideicomisaria de la African Methodist Episcopal Zion Church (AME Zion Church), empleada como empleada de una tienda de alimentos, compró doce lotes por 578 dólares. Ambos hombres formaban parte de la Sociedad Africana de Ayuda Mutua de Nueva York, una organización cuyos miembros se apoyaban económicamente. La Iglesia AME Zion compró seis lotes adicionales la misma semana y, para 1832, se habían vendido al menos 24 lotes a afroamericanos. El desarrollo cercano adicional se centró alrededor de "York Hill", una parcela delimitada por donde se habrían construido las avenidas Sexta y Séptima, entre las calles 79 y 86. York Hill era mayoritariamente propiedad de la ciudad, pero 2 ha fueron comprados por William Matthews, un joven afroamericano, a fines de la década de 1830. La Iglesia de la Unión Africana de Matthews también compró un terreno en Seneca Village en esa época.
Más afroamericanos comenzaron a mudarse a Seneca Village después de que se prohibiera la esclavitud en el estado de Nueva York en 1827. En la década de 1830, la gente de York Hill se vio obligada a mudarse para que se pudiera construir una cuenca para el embalse de distribución Croton, por lo que muchos de los residentes de York Hill emigraron a Seneca Village. Las enormes paredes de granito del embalse formaban un hito destacado que bordeaba el pueblo de Séneca por el oriente. Seneca Village proporcionó un refugio seguro durante el disturbio antiabolicionista de 1834.
Más tarde, durante la Gran Hambruna de Irlanda, muchos inmigrantes irlandeses se fueron a vivir a Seneca Village, aumentando la población del pueblo en un 30 por ciento durante este tiempo. Tanto los afroamericanos como los inmigrantes irlandeses fueron marginados y enfrentaron discriminación en toda la ciudad. A pesar de sus conflictos sociales y raciales en otros lugares, estos grupos vivían convivieron en Seneca Village. En 1855, un tercio de la población del pueblo era irlandesa. George Washington Plunkitt, quien más tarde se convirtió en un político de Tammany Hall, nació en 1842 de Pat y Sara Plunkitt, dos de los primeros colonos irlandeses en el borde occidental del pueblo en Nanny Goat Hill. Esta ubicación estaba en las cercanías de un grupo de hogares irlandeses-estadounidenses dirigidos por John Gallagher. Richard Croker, quien más tarde se convirtió en el líder de Tammany, nació en Irlanda, pero llegó con su familia a Seneca Village en 1846 y vivió allí hasta que su padre consiguió un trabajo que les permitió mudarse.
Para 1855, había 52 casas en Seneca Village. En los mapas del área, la mayoría de las casas fueron identificadas como casas de uno, dos o tres pisos hechas de madera. Las excavaciones arqueológicas descubrieron cimientos de piedra y materiales para techos, lo que indica que estaban bien construidos. Algunas de las casas fueron identificadas como chabolas, lo que significa que estaban peor construidas. La propiedad de la tierra entre los residentes negros era mucho mayor que la de la ciudad en su conjunto: más de la mitad poseía propiedades en 1850, cinco veces la tasa de propiedad de todos los residentes de la ciudad de Nueva York en ese momento. Muchos de los residentes negros de Seneca Village eran propietarios y gozaban de una relativa estabilidad económica en comparación con sus contrapartes del centro en el vecindario de Little Africa en Greenwich Village. Muchos afroamericanos tenían propiedades en Seneca Village pero vivían en el centro, tal vez viéndolo como una inversión.

### Población
Con base en el análisis de varios documentos, incluidos registros de censos, mapas y registros de impuestos, los investigadores calculan que en 1855 vivían en Seneca Village unas 225 personas. En promedio, los residentes habían vivido allí durante 22 años. Tres cuartas partes de ellos habían vivido en Seneca Village al menos desde 1840, y casi todos habían vivido allí desde 1850. El nivel inusualmente alto de estabilidad de direcciones dio una sensación de permanencia y seguridad a la comunidad. En este momento de la historia de la ciudad de Nueva York, la mayoría de la población de la ciudad vivía debajo de la calle 14; la región sobre la calle 59 solo se desarrolló esporádicamente y tenía un carácter semirrural o rural.
Según una ley del estado de Nueva York creada en 1821, los hombres afroamericanos en el estado podían votar solo si tenían una propiedad por un valor de 250 dólares y habían vivido en el estado durante al menos tres años. Poseer una propiedad era una forma de obtener poder político, y la compra de tierras por parte de los negros probablemente tuvo un efecto significativo en su compromiso político. De los 13 000 neoyorquinos negros en 1845, 100 o 91 estaban calificados para votar ese año. De la población negra elegible para votar, 10 vivían en Seneca Village.
Sin embargo, muchos de los residentes aún eran pobres, ya que trabajaban en industrias de servicios como la construcción, jornaleros o servicio de alimentos. Solo tres residentes podrían considerarse de clase media medidos por ocupación, de los cuales dos eran tenderos y el otro era posadero. Muchas mujeres negras trabajaban como empleadas domésticas. Sin embargo, la historiadora Leslie M. Harris sostiene que la clase media afroamericana de la época debería ser juzgada por criterios educativos y sociales diferentes a los de la clase media blanca. Muchos residentes se hospedaron en casas que no eran de su propiedad, lo que demuestra que había una estratificación de clase significativa incluso con la alta tasa de propiedad de tierras de Seneca Village. Los mapas muestran que los residentes tenían jardines, probablemente para cultivar alimentos para su propio consumo. Es probable que los residentes también dependieran de los abundantes recursos naturales cercanos, como el pescado del cercano río Hudson y la leña de los bosques cercanos, así como la madera flotante. Algunos residentes también tenían graneros y crían ganado. Tanner's Spring probablemente suministró agua fresca al pueblo.

### Instituciones comunitarias
La estabilidad económica y cultural de Seneca Village permitió el crecimiento de varias instituciones comunitarias. El pueblo tenía tres iglesias, dos escuelas y tres cementerios; en 1855, aproximadamente dos tercios de los habitantes eran feligreses regulares. La Primera Iglesia Metodista Episcopal Africana de Yorkville y la Iglesia de la Unión Africana, eran exclusivamente negras, y la Iglesia de Todos los Ángeles era mestiza.
La Iglesia AME Zion, una denominación establecida oficialmente en el Lower Manhattan en 1821, poseía propiedades para entierros en Seneca Village a partir de 1827. La congregación de Seneca Village fue conocida como AME Zion Branch Militant desde 1848. En 1853, esta fundó una congregación y construyó un templo en Seneca Village. Según el New York Post, en una ceremonia oficiada por Christopher Rush, la piedra angular incluyó una cápsula con "una Biblia, un himnario, las reglas de la iglesia, una carta con los nombres de sus cinco síndicos y copias de los periódicos New York Tribune y The Sun". AME Zion mantuvo una escuela de la iglesia en su sótano. El edificio fue destruido como parte de la demolición de Seneca Village.
La Iglesia de la Unión Africana, una denominación metodista, compró lotes en Seneca Village en 1837, de unos 30 m de la Iglesia AME Zion. Tenía 50 feligreses. También había una sucursal de African Free School junto a Iglesia de la Unión Africana, fundada a mediados de la década de 1840, que se había convertido en Colored School No. 3 como parte del sistema de escuelas públicas en la década de 1850, sirviendo 75 estudiantes. La escuela fue dirigida por la maestra Caroline W. Simpson.

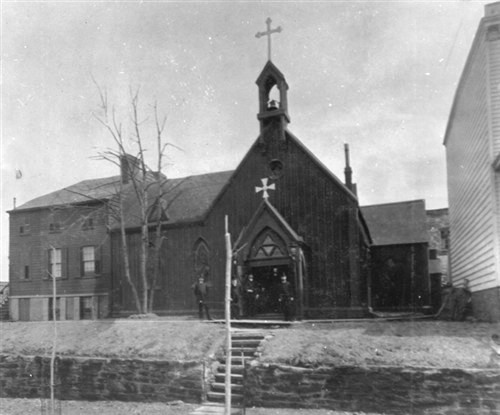
La Iglesia de Todos los Ángeles en 1887, después de que el edificio de la iglesia fuera reubicado físicamente.

La Iglesia de Todos los Ángeles fue fundada en 1846 como una afiliada de la Iglesia Episcopal de San Miguel, una iglesia blanca adinerada cuyo campus principal estaba ubicado en Amsterdam Avenue y 99th Street en el distrito de Bloomingdale. La comunidad de San Miguel había establecido anteriormente una escuela dominical en el área en 1833, fundada por William Richmond y dirigida por su hermano James Cook Richmond como parte de una misión de la iglesia en Seneca Village y áreas cercanas, y con capacidad para cuarenta niños. Inicialmente, la iglesia estaba alojada en la casa de un policía blanco, pero en 1849 se construyó una iglesia de madera en la calle 84. La congregación era racialmente diversa, con feligreses protestantes negros y alemanes de Seneca Village y áreas cercanas. Tenía solo 30 feligreses de Seneca Village. Se instaló un cementerio para servir a la congregación, que se usó mucho durante la epidemia de cólera de 1849, pero fue cerrado por ley de la ciudad en 1851 junto con todos los cementerios al sur de la calle 86; El cementerio de San Miguel en Queens se estableció a partir de entonces como reemplazo de esta y otras comunidades. Cuando la comunidad fue arrasada, la iglesia se reubicó físicamente unas pocas cuadras al oeste y se incorporó oficialmente en la esquina de la calle 81 y la avenida West End, permaneciendo allí hasta que fue reemplazada por un nuevo edificio en 1890.

## Asentamientos cercanos

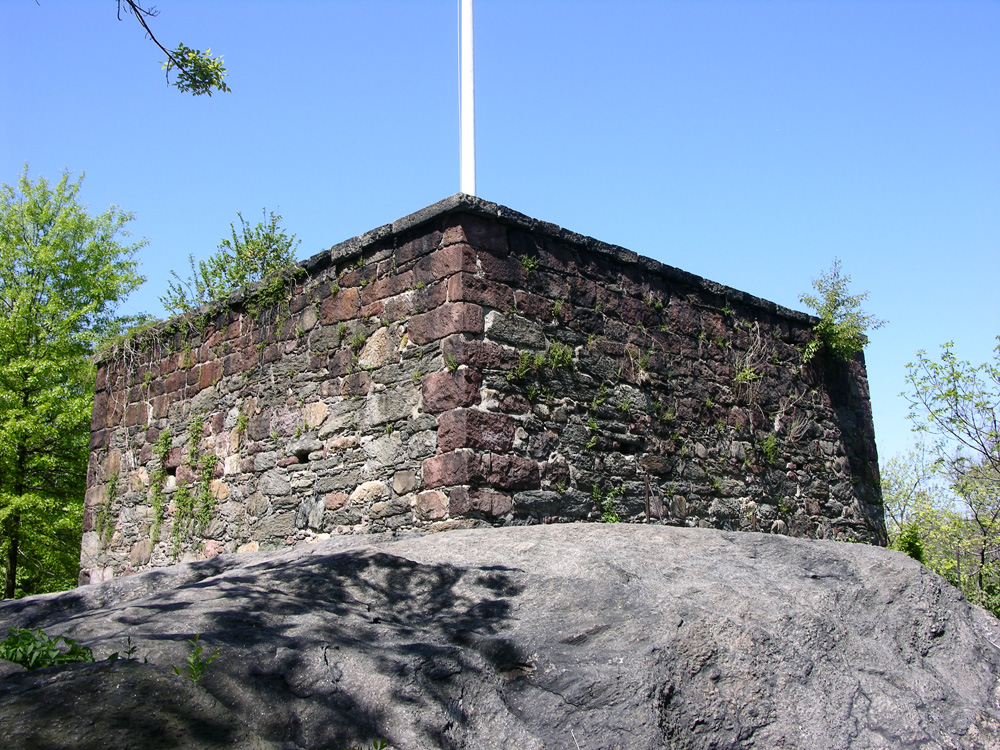
Blockhouse No. 1, una estructura anterior a Central Park

Si bien Seneca Village fue el antiguo asentamiento más grande en lo que ahora es Central Park, también estaba rodeado de áreas más pequeñas que fueron ocupadas principalmente por inmigrantes irlandeses y alemanes. Una de estas áreas, llamada "Pigtown", era un asentamiento de 14 familias en su mayoría irlandesas ubicadas en la esquina sureste del parque moderno, y se llamó así porque los residentes criaban cerdos y cabras. Pigtown estaba originalmente ubicado más al sur, desde la sexta a la séptima avenida en algún lugar dentro de las calles numeradas "50", pero se vio obligado a moverse hacia el norte debido a las quejas por los olores. Otras 34 familias, principalmente irlandesas, vivían en un área delimitada por las calles 68 y 72 entre las avenidas Séptima y Octava. Cerca, en el sitio actual de Tavern on the Green, había una colección de plantas para hervir huesos, que empleaban a personas de Seneca Village y asentamientos cercanos. Al suroeste de Seneca Village estaba el asentamiento de Harsenville, que ahora es parte del Upper West Side entre las calles 66 y 81.
También hubo dos asentamientos alemanes: uno en el extremo norte del parque actual y otro al sur del actual embalse Jacqueline Kennedy Onassis. Muchos de los residentes irlandeses y alemanes también eran agricultores con sus propios jardines. Un asentamiento adicional en la esquina noreste de Central Park incluía una parte de la antigua Boston Post Road. Esa esquina contiene McGowan's Pass, una característica topológica que fue el sitio de un campamento de Hesse durante la Guerra de Independencia, y Blockhouse No. 1, una fortificación aún existente construida durante la Guerra anglo-estadounidense de 1812. La Academia Mount St. Vincent también estuvo ubicada cerca de McGowan's Pass hasta 1881. Un asentamiento irlandés posterior se conoció como "Goatville".

## Desaparición

### Planificación del Central Park
En la década de 1840, los miembros de la clase alta de la ciudad pedían públicamente la construcción de un nuevo gran parque en Manhattan. Dos de los principales defensores fueron William Cullen Bryant, editor del New York Evening Post, y Andrew Jackson Downing, uno de los primeros paisajistas estadounidenses. El Comité Especial de Parques se formó para inspeccionar posibles sitios para el gran parque propuesto. Uno de los primeros sitios considerados fue Jones's Wood, un terreno de 65 ha entre las calles 66 y 75 en el Upper East Side. : 451 El área fue ocupada por varias familias adineradas que se opusieron a la toma de sus tierras, en particular las familias Jones y Schermerhorn. Downing dijo que preferiría un parque de al menos 202 ha en cualquier lugar desde la calle 39 hasta el río Harlem. : 452–453  Tras la aprobación de un proyecto de ley de 1851 para adquirir Jones's Wood, los Schermerhorn y los Jones obtuvieron con éxito una orden judicial para bloquear la adquisición, y la transacción fue invalidada por inconstitucional.
El segundo sitio propuesto para un gran parque público era un área de 304 ha denominada "Central Park", delimitada por las calles 59 y 106 entre la Quinta y la Octava Avenida. El plan de Central Park ganó gradualmente el apoyo de una variedad de grupos. Después de que se anulara un segundo proyecto de ley para adquirir Jones's Wood, la Legislatura del estado de Nueva York aprobó la Ley de Central Park en julio de 1853; : 458  la ley autorizó a una junta de cinco comisionados a comenzar a comprar terrenos para un parque y creó un Fondo de Central Park para recaudar fondos.
En los años previos a la adquisición de Central Park, se hacía referencia a la comunidad de Seneca Village en términos peyorativos, incluidos los insultos raciales. Los defensores del parque y los medios comenzaron a describir Seneca Village y otras comunidades en esta área como "barrios marginales" y a los residentes como "ocupantes ilegales" y "vagabundos y sinvergüenzas"; los residentes irlandeses y negros a menudo se describían como "miserables" y "degradados". Los residentes de Seneca Village también fueron acusados de robar comida y operar bares ilegales. Los detractores del pueblo incluyeron a Egbert Ludovicus Viele, el primer ingeniero del parque, quien escribió un informe sobre el "refugio de cinco mil ocupantes ilegales" que vivían en el futuro sitio de Central Park, criticando a los residentes como personas con "muy poco conocimiento del idioma inglés, y con muy poco respeto por la ley". Si bien una minoría de los residentes de Seneca Village eran propietarios de tierras, la mayoría de los residentes tenían acuerdos formales o informales con los propietarios; solo unos pocos residentes eran ocupantes ilegales sin permiso de ningún propietario.

### Desaparición
En 1853, los comisionados de Central Park comenzaron a realizar evaluaciones de propiedades en más de 34 000 lotes en Central Park y sus alrededores. Los comisionados de Central Park habían completado sus evaluaciones en julio de 1855 y la Corte Suprema del Estado de Nueva York confirmó este trabajo en febrero siguiente. Como parte de la evaluación de impuestos, a los residentes se les ofreció un promedio de 700 dólares por su propiedad. Se compensó a la minoría de residentes de Seneca Village que poseían tierras. Por ejemplo, a Andrew Williams se le pagaron 2335 dólares por su casa y tres lotes.
La limpieza se produjo tan pronto como se publicó el informe de la comisión de Central Park en octubre de 1855. La ciudad comenzó a hacer cumplir regulaciones poco conocidas y a obligar a los residentes de Seneca Village a pagar el alquiler. Los miembros de la comunidad lucharon por conservar sus tierras. Durante dos años, los vecinos protestaron y entablaron demandas. Sin embargo, a mediados de 1856, prevaleció el alcalde Fernando Wood y los residentes de Seneca Village recibieron avisos finales. En 1857, el gobierno de la ciudad adquirió todas las propiedades privadas dentro de Seneca Village a través del dominio eminente, y el 1 de octubre, los funcionarios de la ciudad de Nueva York informaron que se habían eliminado los últimos reductos que vivían en la tierra que se convertiría en Central Park. Un relato periodístico en ese momento sugirió que Seneca Village "no sería olvidado ... [ya que] se tuvieron muchas peleas brillantes y conmovedoras durante la campaña. Pero la supremacía de la ley fue defendida por los garrotes del policía.”
Todos los habitantes del pueblo fueron desalojados en 1857 y todas las propiedades dentro de Central Park fueron arrasadas. La única institución de Seneca Village que sobrevivió fue Iglesia de Todos los Ángeles (All Angels' Church), que se mudó a un par de cuadras de distancia, aunque con una congregación completamente nueva excepto por una persona. Hay pocos registros de a dónde fueron los residentes después de su desalojo, ya que la comunidad quedó completamente destruida. En el siglo XX, nadie había sido identificado como descendiente de un residente de Seneca Village, aunque la genealogía posterior resultó más fructífera.
En otras partes de Central Park, el impacto del desalojo fue menos intenso. Algunos residentes, como el propietario de la fundición Edward Snowden, simplemente se mudaron a otro lugar. Los ocupantes ilegales y los criadores de cerdos fueron los más afectados por la construcción de Central Park, ya que nunca fueron compensados por sus desalojos.
La ausencia de Seneca Village se sintió durante los Draft Riots 1863, cuando no pudo proporcionar el refugio que tuvo en 1834; en cambio, algunos huyeron a Weeksville, en Brooklyn.
Algunos rastros de Seneca Village persistieron en años posteriores. Mientras los trabajadores estaban arrancando árboles en la esquina de la calle 85 y Central Park West en 1871, se encontraron con dos ataúdes, ambos con personas negras de Seneca Village. Medio siglo después, un jardinero llamado Gilhooley encontró sin darse cuenta un cementerio de Seneca Village mientras removía la tierra en el mismo sitio, posteriormente llamado "Gilhooley's Burial Plot" en su honor.

## Redescubrimiento
El asentamiento quedó en gran parte olvidado durante más de un siglo después de su demolición. Llegó a la atención de Peter Salwen a fines de la década de 1970, quien notó una discrepancia en los mapas de la ciudad de la impresionante arquitectura del pueblo que desmentía su reputación negativa, y la incluyó en su Upper West Side Story de 1989. El interés público en Seneca Village se fortaleció después de la publicación del libro de 1992 de Roy Rosenzweig y Elizabeth Blackmar The Park and the People: A History of Central Park, que describía ampliamente a la comunidad.
Una exposición de la Sociedad Histórica de Nueva York de 1997 reunió una iniciativa sin fines de lucro que desde entonces ha apoyado la investigación histórica y las excavaciones arqueológicas hasta el siglo XXI.
Una convocatoria de descendientes encontró el linaje del primer comprador de tierras Andrew Williams, quien ha sido el homónimo de sucesivas generaciones de su familia hasta el día de hoy, según lo documentado por el genealogista familiar Ariel Williams.
El ejemplo histórico de Seneca Village se ha citado en el contexto del desplazamiento comunitario racializado y las iniciativas de renovación urbana más recientes.

### Conmemoración
El Proyecto Seneca Village se formó en 1998 como una colaboración entre Cynthia Copeland de la Sociedad Histórica de Nueva York, Nan Rothschild de Barnard College y Diana Wall de City College de Nueva York, y luego se organizó bajo el Instituto sin fines de lucro para la Exploración de la Historia de Seneca Village. Está dedicado a crear conciencia sobre la importancia de Seneca Village como una comunidad negra libre de clase media en la ciudad de Nueva York del siglo XIX. El proyecto facilita programas educativos, que involucran a niños en edad escolar, maestros y público en general, y hacen que Seneca Village sea de conocimiento público.
En febrero de 2001, el excomisionado de Parques Henry Stern, el senador estatal David Paterson, el presidente del condado C. Virginia Fields y la directora ejecutiva de la Sociedad Histórica de Nueva York, Betsy Gotbaum, revelaron una placa que conmemora el sitio donde una vez estuvo Seneca Village. La placa está ubicada cerca del actual Mariners Playground, cerca de 85th Street y Central Park West.

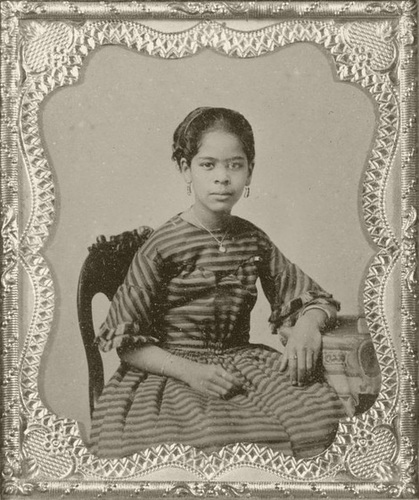
Maritcha Remond Lyons provenía de una propiedad familiar en Seneca Village.

En 2019, la ciudad anunció una solicitud de propuestas para una estatua en honor a la familia Lyons, dueños de propiedades en el pueblo: Albro Lyons Sr. (otro miembro de la Sociedad Africana de Socorro Mutuo de Nueva York) y Mary Joseph Lyons (de soltera Marshall) y sus hijos, sobre todo Maritcha Remond Lyons. La estatua se colocaría en la calle 106 en la sección North Woods del parque y ha recibido fondos de varios donantes privados, incluida la Fundación Andrew W. Mellon, la Fundación Ford, la Fundación JPB y el Fondo de Iluminación Laurie M. Tisch.
También en 2019, se inauguró la exhibición al aire libre "Discover Seneca Village" con marcadores históricos temporales en puntos del paisaje de Seneca Village de Central Park. La exhibición estaba originalmente programada para funcionar hasta octubre de 2020, pero su duración se extendió.

### Excavaciones arqueológicas
Después de la exposición de 1997 "'Before Central Park: The Life and Death of Seneca Village" en la Sociedad Histórica de Nueva York, Wall, Rothschild, Copeland y Herbert Seignoret decidieron ver si había rastros arqueológicos del pueblo quedó. Trabajaron con historiadores locales, iglesias y grupos comunitarios para dar forma a la dirección de su proyecto de investigación en el sitio. En junio de 2000, Wall, Rothschild, Copeland y otros investigadores comenzaron a realizar pruebas de imágenes para determinar si quedaban rastros de Seneca Village. Con la participación de los estudiantes, el proyecto llevó a cabo una investigación de archivo exhaustiva y una teledetección preliminar. Los investigadores utilizaron la perforación del suelo para identificar áreas prometedoras con suelo intacto. En 2005, el equipo usó un radar de penetración terrestre para localizar con éxito rastros de Seneca Village. Después de largas conversaciones con el Departamento de Parques de la ciudad de Nueva York y Central Park Conservancy, se concedió permiso a los investigadores para realizar excavaciones de prueba en las regiones de la aldea que se cree que contienen depósitos arqueológicos intactos.
Las excavaciones tuvieron lugar en 2004, agosto de 2005, y mediados de 2011. La excavación de 2011 descubrió los muros de los cimientos y los depósitos del sótano de la casa de William Godfrey Wilson, sacristán de la Iglesia de Todos los Ángeles, y un depósito de artículos en el patio trasero de otros dos residentes de Seneca Village. Los arqueólogos llenaron más de 250 bolsas con artefactos, incluido el mango de hueso de un cepillo de dientes y la suela de cuero de un zapato de niño. En 2020, la Comisión de Preservación de Monumentos Históricos de la Ciudad de Nueva York lanzó una exhibición en línea, Seneca Village Unearthed, con alrededor de 300 artefactos de la excavación de 2011.

### Arte y Cultura
La obra de Keith Josef Adkins The People Before the Park tuvo sus primeras representaciones en Premiere Stages en 2015. La colección de poesía de Marilyn Nelson My Seneca Village se publicó el mismo año.
Before Yesterday We Could Fly, una exposición de época en el Museo Metropolitano de Arte, se inauguró en 2021. La sala de época de la exhibición recrea la casa de un residente ficticio de Seneca Village tal como pudo haber existido en ese momento, pero también cómo sus descendientes pudieron haber vivido en el presente y el futuro, como si el asentamiento no hubiera sido destruido. Las últimas partes están influenciadas por el afrofuturismo, un género artístico, estético y filosófico que imagina futuros posibles a través de la lente de la diáspora africana, tocando temas de imaginación, autodeterminación, tecnología y liberación.

### En la cultura popular
Central Park (2020) hace referencia a Seneca Village, aunque sin nombre, en el primer episodio de la comedia musical animada, y el conjunto se refiere a ella como una "historia oscura".